# Five Feet High and Rising
Five Feet High and Rising es un álbum recopilatorio del cantante country Johnny Cash lanzado en 1974 bajo el sello Columbia. 

Del disco no se posee mucha información salvo que recopila canciones de Cash desde el año 1960 hasta el disco anterior y en los rankings llegó hasta el puesto 33 y no se lanzó ningún sencillo publicitario.

## Canciones
1. In Them Old Cottonfields Back Home 
(Leadbelly)
2. I'm So Lonesome I Could Cry 
(Williams)
3. Frankie's Man Johnny 
(Cash)
4. In the Jailhouse Now 
(Rodgers)
5. My Shoes Keep Walking Back to You 
(Ross y Wills)
6. Don't Take Your Guns to Town 
(Cash)
7. Great Speckled Bird 
(Carter y Smith)
8. Five Feet High and Rising 
(Cash)
9. I Forgot More Than You'll Ever Know 
(Null)

## Posición en tablas
Álbum - Billboard (América del Norte)
| Año  | Tabla           | Posición |
| ---- | --------------- | -------- |
| 1974 | Álbumes Country | 33       |